# Jefe de Operaciones Espaciales

Bandera

El jefe de Operaciones Espaciales (en inglés: Chief of Space Operations) es el comandante de la Fuerza Espacial de los Estados Unidos. Su asiento es El Pentágono, Washington D. C.; el actual jefe es el general John W. Raymond, primer militar en ocupar el cargo.
El cargo fue creado en diciembre de 2019 junto a la Fuerza Espacial de los Estados Unidos. Fue elegido jefe el general John W. Raymond, exjefe del Mando Espacial de la Fuerza Aérea.